# La Famille Delajungle
Pour le film adapté de la série, voir La Famille Delajungle, le film.
La Famille Delajungle (The Wild Thornberrys) est une série télévisée d'animation américaine en 91 épisodes de 26 minutes, créée par Arlene Klasky et Gabor Csupo et diffusée entre le 1er septembre 1998 et le 11 juin 2004 sur Nickelodeon.
En France, la série a été diffusée à partir du 1er novembre 1998 sur M6 dans l'émission M6 Kid, rediffusée sur Canal J, sur France 5 dans Zouzous depuis le 27 juin 2011, sur France Ô depuis le 2 juillet 2012 puis sur France 4 entre le 5 janvier et le 3 juillet 2015 dans une version recadrée, zoomée en 16/9 au lieu du format original 4/3. Au Québec, la série a été diffusée à partir du 23 septembre 2001 sur Télé-Québec.
Deux films sont sortis au cinéma en 2003, La Famille Delajungle le film et Les Razmoket rencontrent les Delajungle, et un téléfilm prequel fut diffusé en 2002, La Famille Delajungle : L'Origine de Donnie, et qui compose les quatre premiers épisodes de la saison 4.

## Synopsis
Cette série met en scène les aventures de la famille Delajungle (ou Thornberry en version originale), voyageant autour du monde grâce à un van. Du pôle Nord, en passant par le désert de Gobi ou au cœur de l'Afrique subsaharienne, la série permet au téléspectateur de découvrir la faune et la flore de chaque pays d'une manière originale, puisque la principale protagoniste, Eliza Delajungle, a le don de parler aux animaux.
La série met en exergue la défense de la nature, en particulier à travers des thèmes abordés comme la déforestation, la disparition des espèces menacées ou encore le braconnage. Jane Goodall, spécialiste des primates, fait une apparition dans un des épisodes pour défendre la cause des chimpanzés.

## Personnages
- Eliza Delajungle : héroïne de la série d'une douzaine d'années, elle a le don de comprendre le langage des animaux et de leur parler. C'est en Afrique qu'elle sauve un phacochère de la mort ; celui-ci s'avère être un sorcier chaman, qui, pour la remercier, lui offre cette capacité. Seule contrepartie : si elle révèle à qui que ce soit qu'elle possède ce don, il disparaîtra. Vadrouilleuse et curieuse, Eliza n'hésite pas à se mettre en danger dans ses aventures pour protéger des espèces menacées par l'homme. C'est la petite sœur de Debbie.

- Debbie Delajungle : fan de rock, cette adolescente de 16 ans n'apprécie guère cette vie et préférerait que sa famille se stabilise en Angleterre, patrie de son père. Elle s'intéresse aux garçons et aime se faire de nouveaux amis. C'est la grande sœur d'Eliza.

- Nigel et Marianne Delajungle : parents d'Eliza et Debbie, ce sont deux documentaristes passionnés par leur métier. Ils n'hésitent pas à braver les éléments et les dangers pour réaliser un reportage sur un animal rare.

- Donnie : un enfant sauvage adopté par la famille Delajungle. Les circonstances de son adoption sont relatées dans le mini-téléfilm Les origines de Donnie.

- Darwin : un chimpanzé qui a adopté la famille Delajungle. Il est le meilleur ami d'Eliza et se satisfait de la vie civilisée ; il est habillé comme un humain et mange la nourriture des protagonistes, en particulier leurs gâteaux pour chien. Son frère chimpanzé, dénommé « Lawrence », est également présent à partir de l'épisode 2 de la deuxième saison.

## Distribution

### Voix originales
- Lacey Chabert : Eliza Thornberry
- Danielle Harris : Debbie Thornberry
- Tim Curry : Nigel Thornberry
- Jodi Carlisle : Marianne Thornberry
- Tom Kane : Darwin Thornberry
- Flea (des Red Hot Chili Peppers) : Donnie Thornberry
- Phil Harris (Archives sonores) : Sloan Blackburn
- Jennifer Seguin : Tally
- David Ogden Stiers : Karroo

### Voix françaises
- Émilie Rault : Eliza Delajungle
- Stéphanie Murat : Debbie Delajungle
- Patrick Préjean : Nigel Delajungle
- Maïté Monceau : Marianne Delajungle
- Philippe Bozo : Darwin Delajungle / Donnie Delajungle
- Marc Alfos : Kip O'Donnell
- Gilbert Lévy : Neil Biederman
- Dov Milsztajn : Tyler Tucker
- Nicole Favart : Grand-mère Sophie

#### Invités
- Jacques Martial : Dokobe (épisode 42)
- Noémie Orphelin : Antoinette (épisode 42)
- Gilles Marino : Ramon (épisode 51)
- Véronique Alycia : Gabriella (épisode 51) / Kala (épisode 77)
- Laurence Jeanneret : Rosario (épisode 59)
- Olivier Proust : Burro (épisode 59)

 Source et légende : version française (VF) sur RS Doublage

## Épisodes
La liste ci-dessous correspond à l'ordre original de diffusion aux États-Unis.
| Saison | Saison | Épisodes | États-Unis         | États-Unis        |
| Saison | Saison | Épisodes | Débuts de saison   | Fin de saison     |
| ------ | ------ | -------- | ------------------ | ----------------- |
|        | 1      | 20       | 1er septembre 1998 | 1er avril 1999    |
|        | 2      | 37       | 16 août 1999       | 27 mars 2000      |
|        | 3      | 20       | 12 septembre 2000  | 14 mai 2001       |
|        | 4      | 6        | 18 août 2001       | 1er juin 2002     |
| Film   | Film   | Film     | 20 décembre 2002   | 20 décembre 2002  |
|        | 5      | 8        | 3 février 2003     | 10 septembre 2004 |

### Première saison (1998-1999)
1. Avis de déluge (Flood Warning)
2. Une fugue (Dinner with Darwin)
3. Ouistitis faux amis (Bad Company)
4. La Fièvre de l'or (Gold Fever)
5. Rendez-vous à Matadi (Matadi or Bust)
6. Le Temple d'Eliza (Temple of Eliza)
7. Terrain vague (Vacant Lot)
8. Conte à dormir debout (Only Child)
9. Le Rideau de fer (Iron Curtain)
10. Les Sœurs intrépides (Valley Girls)
11. La Forêt hantée (Naimina Enkiyio)
12. Histoire de vampires (Blood Sisters)
13. Écolo Eliza (Eliza-cology)
14. Le Donnie des Andes (Flight of the Donnie)
15. Cherche bobine désespérément (Lost and Foundation)
16. Un papa bien sympa (Nigel Knows Best)
17. Le Grand Bangaboo (The Great Bangaboo)
18. Combats dans la jungle (Rumble in the Jungle)
19. Le Dragon et la grosse tête (The Dragon and the Professor)
20. Le Taciturne (Born to Be Wild)

### Deuxième saison (1999-2000)
1. Rosie l'indomptable (Rebel Without a Trunk)
2. Un amour de kangourou (Pal Joey)
3. Dansons sous la pluie (Rain Dance)
4. Darwin joue au palais (Darwin Plays the Palace)
5. Tends le cou et guette (Stick Your Neck Out)
6. Une si jolie petite hyène (No Laughing Matter)
7. Marche à l'ombre (Chimp Off the Old Block)
8. Touche pas à mon koala (Koality and Kuantity)
9. Les Incisives de la mer (Chew if by Sea)
10. Il va y avoir de la bagarre (Clash of the Teutons)
11. Yéti, où es-tu ? (You Ain't Seen Nothin', Yeti)
12. Sur la bonne piste (On the Right Track)
13. Un ours en cavale (Polar Opposites)
14. Rien ne sert de courir (Two's Company)
15. Mais où est ce lièvre ? (Show Me the Bunny)
16. Les récifs se rebiffent (Reef Grief)
17. L'Île Delajungle (Thornberry Island)
18. Danse avec les dingos (Dances with Dingoes)
19. Expédition glaciale (Tamper-Proof Seal)
20. Voyage au Kamtchaka (You Otter Know)
21. Un Noël chez les Delajungle (Have Yourself a Thornberry Little Christmas)
22. Aïe aïe aïe d'être un Aye ! (Luck Be an Aye-Aye)
23. Jalousies (The Kung and I)
24. Journal intime (Dear Diary)
25. Des mamans un peu partout (Black and White and Mom All Over)
26. Se jeter dans la gueule du loup (Tiger by the Tail)
27. Ne m'oublie pas (Forget Me Not)
28. Chanson pour Eliza (Song for Eliza)
29. Celle qui parlait aux animaux (Gift of Gab)
30. Le marais (Bogged Down)
31. Malin comme un singe (Monkey See, Monkey Don't)
32. La Tradition du gaucho (Where the Gauchos Roam)
33. La fondation s'en mêle (A Shaky Foundation)
34. La Sécheresse (Cheetahs Never Prosper)
35. L'Ours de Gobi (Gobi Yourself)
36. Avalanche dans les Alpes (Every Little Bit Alps)
37. La Meute Delajungle (Pack of Thornberrys)

### Troisième saison (2000-2001)
1. Le Dragon chinois (Dragon Me Along)
2. Bon anniversaire papa ! (Time Flies)
3. La fête du Nadaam (Horse Sense)
4. Tyler Tucker, je présume ? (Tyler Tucker, I Presume)
5. Juka le Masaï (Critical Masai)
6. Les Aventures du tombeau perdu (Queen of Denial)
7. Drôle de troc (Island Trade)
8. Un anniversaire mouvementé (Birthday Quake)
9. La légende de la baie d'Along (The Legend of Ha Long Bay)
10. L'Esprit ailleurs (Spirited Away)
11. Thansgiving (Family Tradition)
12. Bonne année (Happy Old Year)
13. Camping sauvage (Happy Campers)
14. Toujours des corvées (All Work and No Play)
15. De l'orage dans l'air (New Territory)
16. La Saint-Valentin (Operation Valentine)
17. Une attaque de requins (Hello, Dolphin!)
18. Poisson d'avril (April Fool's Day)
19. Des bijoux pour maman (Gem of a Mom)
20. L'anniversaire (The Anniversary)

### Quatrième saison (2001-2002)
1. L'anniversaire de Donnie - 1re partie (The Origin of Donnie - Part 1)
2. La Disparition de Donnie - 2e partie (The Origin of Donnie - Part 2)
3. Donnie en danger - 3e partie (The Origin of Donnie - Part 3)
4. Donnie Delajungle - 4e partie (The Origin of Donnie - Part 4)
5. Rencontre avec Jane Goodall (The Trouble with Darwin)
6. La Montgolfière (Hot Air)

### Cinquième saison (2003-2004)
1. Trop star pour toi (The Wild Snob-Berry)
2. Folies sur la banquise (Ice Follies)
3. La Ruée vers l'or (Fool's Gold)
4. Un conflit instructif (Clash and Learn)
5. Lord Nigel - 1re partie (Sir Nigel - Part 1)
6. Lord Nigel - 2e partie (Sir Nigel - Part 2)
7. Sur la banquise (Look Who's Squawking)
8. Incontrôlable Eliza (Eliza Unplugged)

## Films
- La Famille Delajungle : L'Origine de Donnie (2001) est une préquelle constituée des quatre premiers épisodes de la saison 4, qui explore la vie de Donnie avant qu'il soit trouvé par les Delajungle. Il est sorti en DVD le 16 novembre 2005 en France.
- Un film adapté de la série est sorti au cinéma en 2003 : La Famille Delajungle, le film (The Wild Thornberrys Movie).
- La même année, un second film est sorti au cinéma, où la famille Delajungle rencontre les Razmoket dans un long métrage intitulé Les Razmoket rencontrent les Delajungle (en France) ou Les Razmoket à l'état sauvage (au Québec) (Rugrats Go Wild!). Ces deux séries sont en effet créées et produites par la même société de production, Klasky Csupo.